# Darío Suárez
Pedro Darío Suárez Castro (Cerro, 8 agosto 1992) è un calciatore cubano, difensore svincolato.

## Carriera

### Nazionale
Ha esordito in Nazionale nel 2014.